# Nejlikgilia
Nejlikgilia (Linanthus dianthiflorus) är en blågullsväxtart som först beskrevs av George Bentham, och fick sitt nu gällande namn av Edward Lee Greene. Enligt Catalogue of Life ingår Nejlikgilia i släktet Linanthus och familjen blågullsväxter, men enligt Dyntaxa är tillhörigheten istället släktet Linanthus och familjen blågullsväxter. Arten har ej påträffats i Sverige. Inga underarter finns listade i Catalogue of Life.

## Bildgalleri

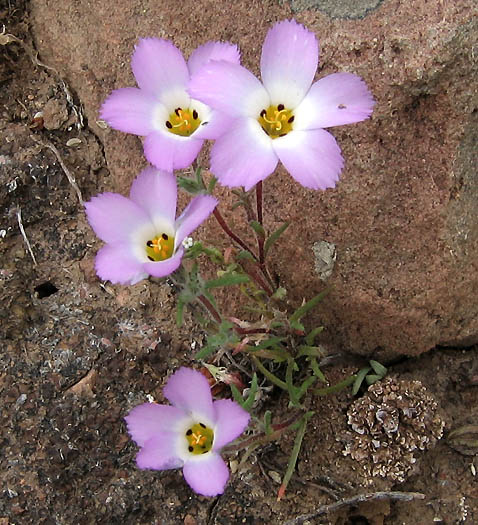
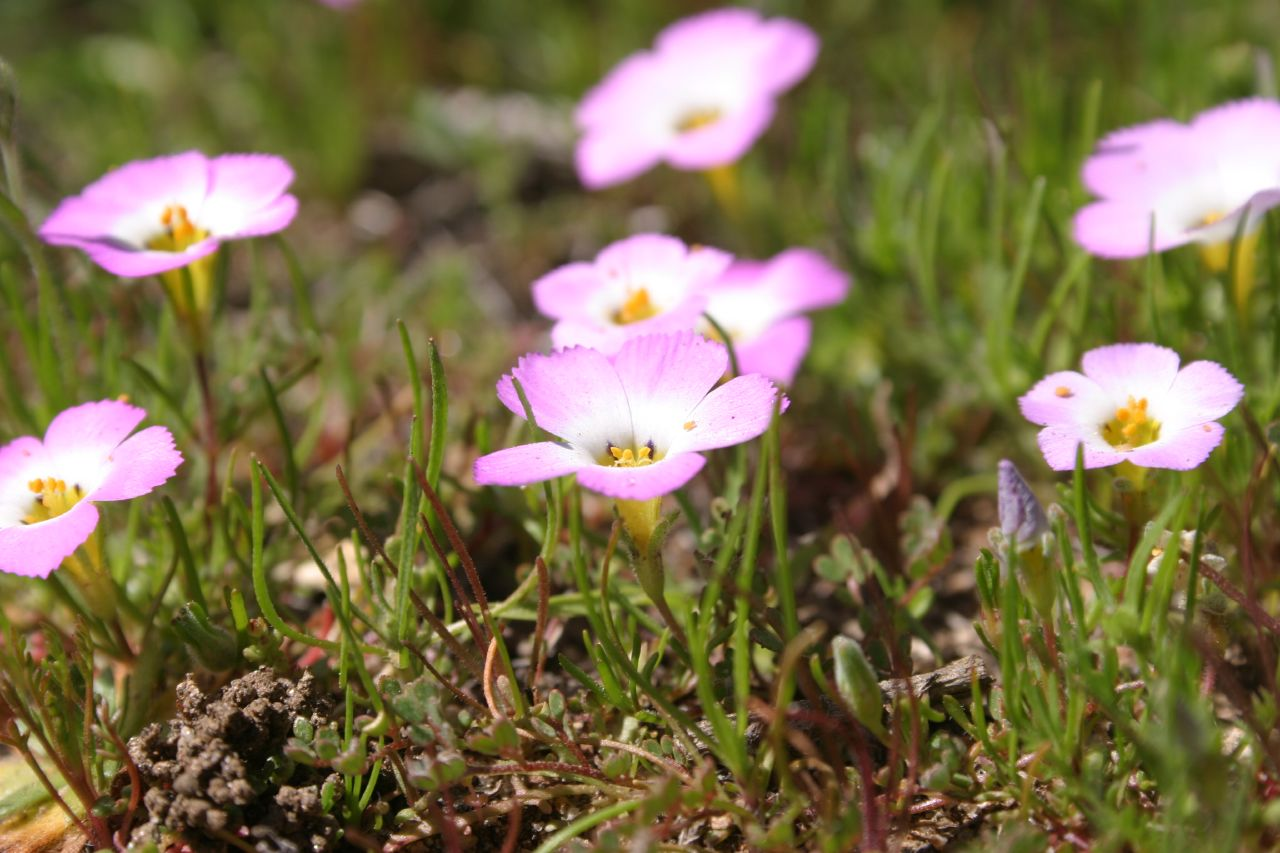
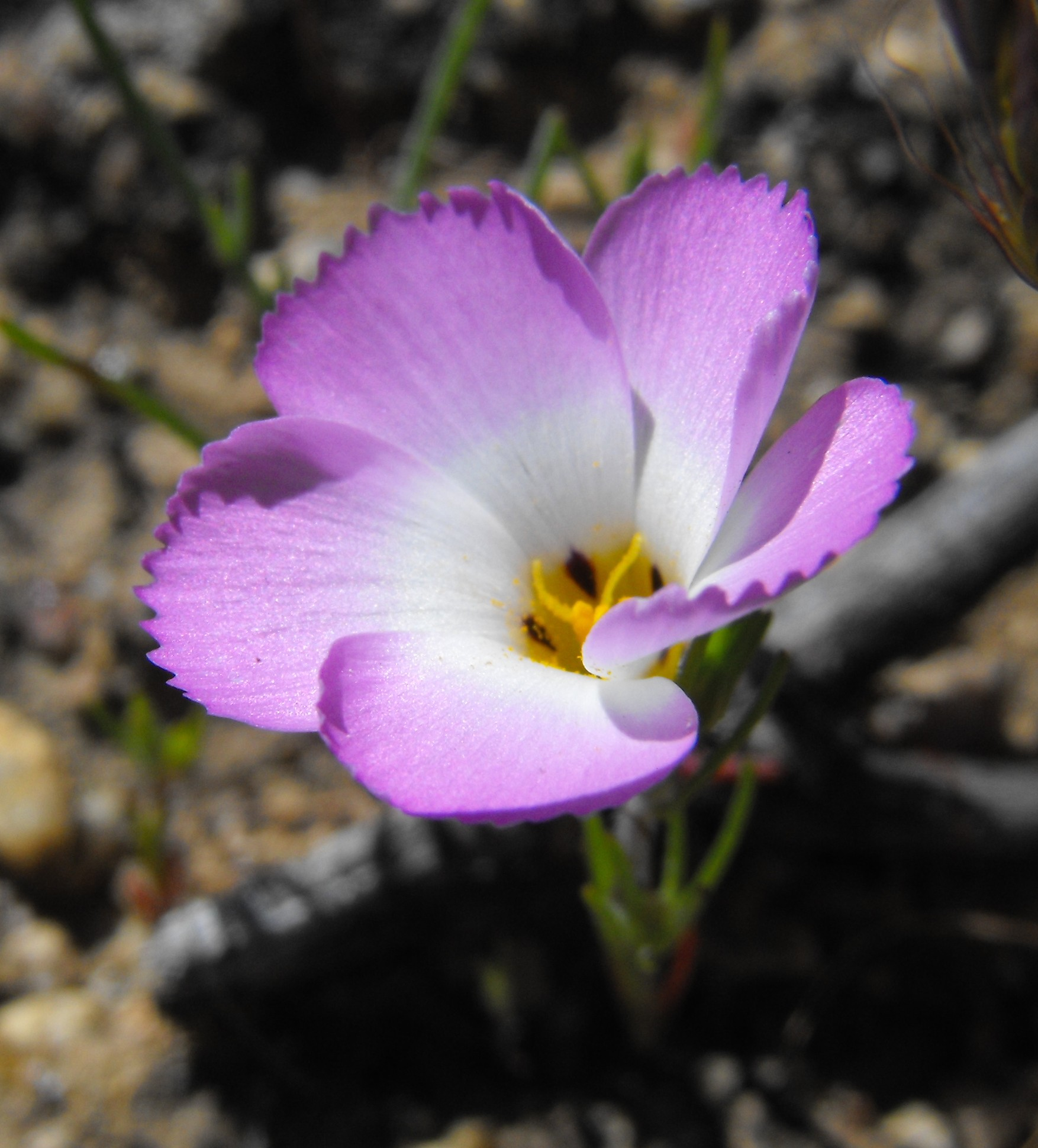
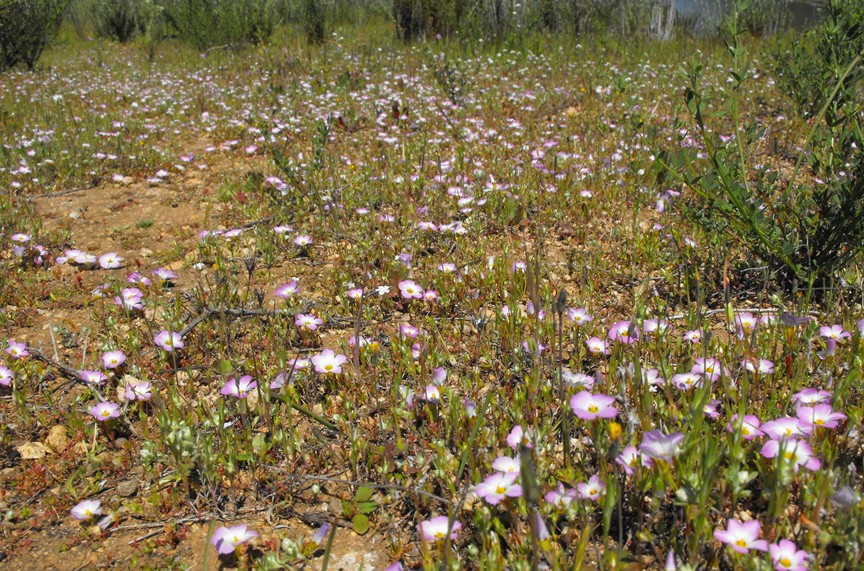